# Henry Crabb Robinson

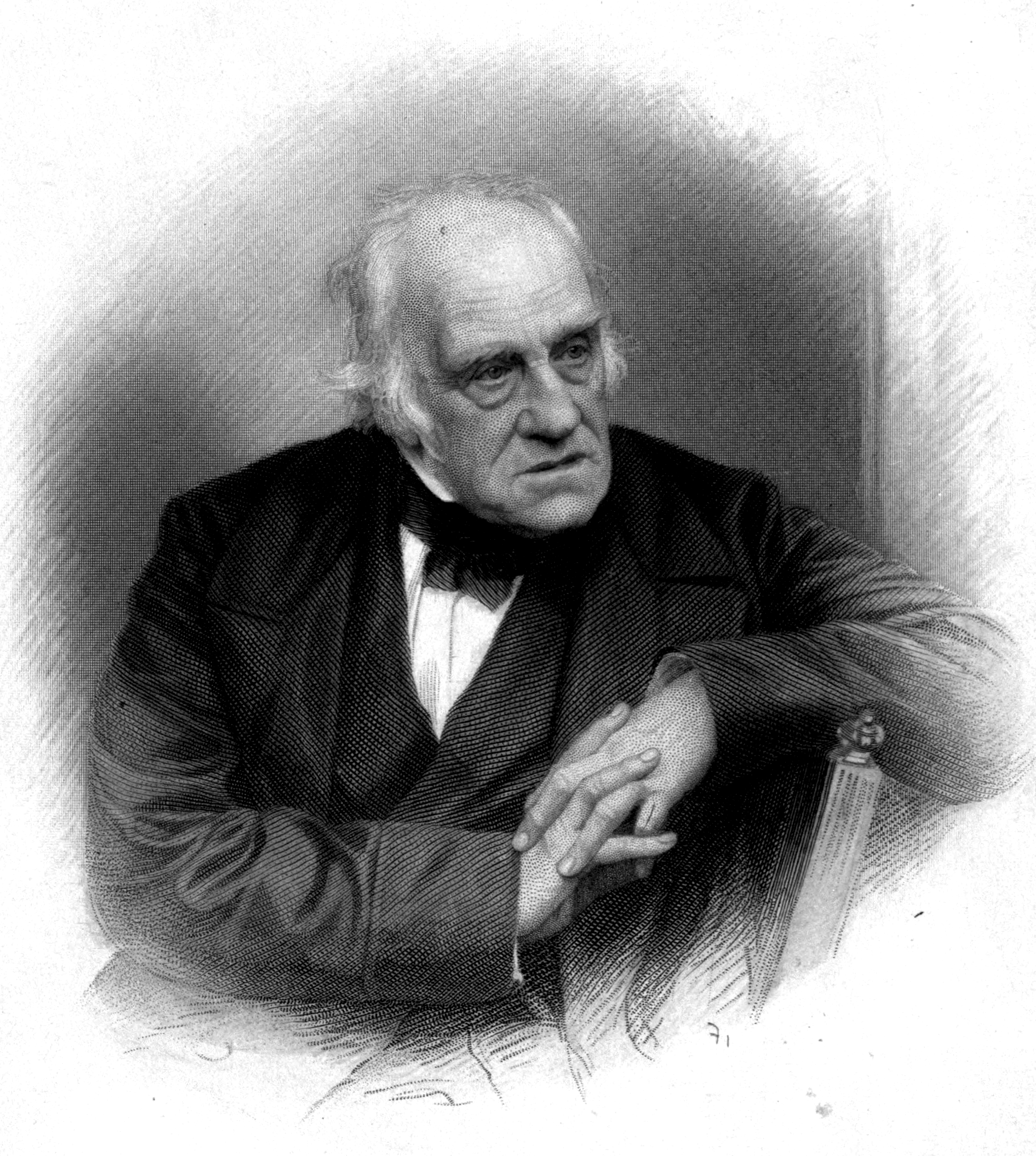
Henry Crabb Robinson

Henry Crabb Robinson (1775 - 1867), periodista, nació en Bury St. Edmunds, Inglaterra.
Entre 1800 y 1805 estudió en diversos lugares de Alemania, donde conoció a muchos grandes hombres de letras de la época, incluyendo a Goethe, Schiller, Johann Gottfried Herder y Christoph Martin Wieland. Posteriormente fue corresponsal de guerra del Times en la Guerra de la Independencia Española.
Murió de 91 años, sin casarse. Su trabajo Diary, Reminiscences and Correspondence fue publicado en 1869.